# Pagurus pubescens
Pagurus pubescens is een tienpotigensoort uit de familie van de Paguridae. De wetenschappelijke naam van de soort is voor het eerst geldig gepubliceerd in 1838 door Henrik Nikolai Krøyer.